# Samassi
Samassi är en ort och kommun i provinsen Sydsardinien i regionen Sardinien i sydvästra Italien. Kommunen hade 5 110 invånare (2017).